# 4950 House
4950 House eller 1988 XO1 är en asteroid i huvudbältet som upptäcktes 7 december 1988 av den amerikanske astronomen Eleanor F. Helin vid Palomar-observatoriet. Den är uppkallad efter R. C. House.
Asteroiden har en diameter på ungefär 7 kilometer.